# Гонолек кенійський
Гонолек чагарниковий (Laniarius sublacteus) — вид горобцеподібних птахів родини гладіаторових (Malaconotidae). Мешкає в Східній Африці. Генетичне дослідження показало, що кенійський гонолек є криптичним видом комплесу, який включає також тропічних, сомалійських і чагарникових гонолеків.

## Поширення і екологія
Кенійські гонолеки поширені на східному узбережжі Африки від південного сходу Сомалі до північно-східної Танзанії і острова Занзібар. Живуть у вологих саванах.